# Casearia tinifolia
Casearia tinifolia — вид квіткової рослини з родини Вербові. Була ендемічною для Маврикію.